# Samium
Samium was volgens de koningslijst van Larsa rond 1976-1942 v.Chr. koning van deze stad.
Er is een inscriptie van zijn zoon Zabaya waarop hij genoemd wordt, maar verder is er over hem en zijn stad vrijwel niets bekend. Hij leefde in de vroege en tamelijk duistere fase van de tijd van Isin en Larsa waarin Larsa mogelijk onderhorig aan Isin was.